# Condilhac
Condilhac (en francès Condillac) és un municipi francès situat al departament de la Droma i a la regió d'Alvèrnia-Roine-Alps. L'any 2007 tenia 157 habitants.

## Demografia

### Població
El 2007 la població de fet de Condillac era de 157 persones. Hi havia 64 famílies de les quals 13 eren unipersonals (9 homes vivint sols i 4 dones vivint soles), 17 parelles sense fills, 30 parelles amb fills i 4 famílies monoparentals amb fills.
La població ha evolucionat segons el següent gràfic:
Habitants censats

### Habitatges
El 2007 hi havia 74 habitatges, 60 eren l'habitatge principal de la família, 12 eren segones residències i 1 estava desocupat. 64 eren cases i 10 eren apartaments. Dels 60 habitatges principals, 50 estaven ocupats pels seus propietaris, 9 estaven llogats i ocupats pels llogaters i 2 estaven cedits a títol gratuït; 1 tenia dues cambres, 4 en tenien tres, 12 en tenien quatre i 43 en tenien cinc o més. 41 habitatges disposaven pel capbaix d'una plaça de pàrquing. A 25 habitatges hi havia un automòbil i a 35 n'hi havia dos o més.

### Piràmide de població
La piràmide de població per edats i sexe el 2009 era:
| Homes | Edats   | Dones |
| ----- | ------- | ----- |
| 0     | 95 o +  | 0     |
| 0     | 90 a 94 | 0     |
| 0     | 85 a 89 | 0     |
| 0     | 80 a 84 | 0     |
| 4     | 75 a 79 | 0     |
| 0     | 70 a 74 | 0     |
| 0     | 65 a 69 | 0     |
| 8     | 60 a 64 | 8     |
| 0     | 55 a 59 | 12    |
| 12    | 50 a 54 | 12    |
| 4     | 45 a 49 | 4     |
| 8     | 40 a 44 | 8     |
| 8     | 35 a 39 | 0     |
| 4     | 30 a 34 | 0     |
| 0     | 25 a 29 | 8     |
| 4     | 20 a 24 | 4     |
| 0     | 15 a 19 | 0     |
| 4     | 10 a 14 | 0     |
| 8     | 5 a 9   | 0     |
| 4     | 0 a 4   | 0     |

## Economia
El 2007 la població en edat de treballar era de 108 persones, 74 eren actives i 34 eren inactives. De les 74 persones actives 68 estaven ocupades (40 homes i 28 dones) i 6 estaven aturades (3 homes i 3 dones). De les 34 persones inactives 8 estaven jubilades, 12 estaven estudiant i 14 estaven classificades com a «altres inactius».

### Ingressos
El 2009 a Condillac hi havia 62 unitats fiscals que integraven 152 persones, la mediana anual d'ingressos fiscals per persona era de 16.282 €.

### Activitats econòmiques
Dels 9 establiments que hi havia el 2007, 3 eren d'empreses de construcció, 2 d'empreses de comerç i reparació d'automòbils, 2 d'empreses d'hostatgeria i restauració, 1 d'una empresa d'informació i comunicació i 1 d'una empresa de serveis.
Dels 4 establiments de servei als particulars que hi havia el 2009, 1 era una fusteria, 1 lampisteria, 1 empresa de construcció i 1 restaurant.
L'any 2000 a Condillac hi havia 8 explotacions agrícoles que ocupaven un total de 108 hectàrees.

## Poblacions més properes
El següent diagrama mostra les poblacions més properes.